# Ignacio Herrera
Ignacio José Herrera Fernández (Santiago, Chile, 14 de octubre de 1987) es un futbolista chileno que juega como delantero en Universidad de Concepción de la Primera B de Chile.

## Trayectoria
Es un delantero extremo surgido de las divisiones Inferiores del club Universidad Católica, en donde se convirtió en el goleador histórico de las divisiones inferiores, sin embargo no alcanzó a debutar en el primer equipo, siendo enviado a Rangers el 2007. 
En ese club debutó profesionalmente, y después tendría un breve paso por el Real Betis "B" el año 2008, para luego volver a Chile el año 2009 para jugar por Huachipato. En ese elenco tuvo pocas participaciones, por lo que fue transferido el 2011 a Magallanes por 2 años. En dicho equipo se vio envuelto en una polémica, al ser protagonista de un video junto a la bailarina Valentina Roth, lo cual casi le cuesta su puesto en el equipo.
En 2013 recaló en Cobreloa, convirtiéndose en uno de los buenos refuerzos de los loínos. Luego de su adaptación tuvo una activa participación anotando 5 goles en la última temporada de este equipo en primera división, convirtiéndose así en el máximo artillero del equipo y a la vez, en un referente para la hinchada. 
Después del descenso del club, el jugador terminó su contrato, y al poco tiempo fue contratado por Deportes Iquique, club que dejó durante el Torneo de Clausura 2016 para emigrar al fútbol de Kazajistán. 
A principios de 2017 fichó por el Neftchi Baku PFK de la Primera División de Azerbaiyán. El 29 de junio de 2018 es fichado por el Seoul E-Land de la K League 2. En marzo de 2019, regresa a su país natal para defender la camiseta de Palestino de la Primera División Chilena.
En enero de 2020 es anunciado como nuevo jugador del Mushuc Runa de la Primera división ecuatoriana. En diciembre del mismo año, es anunciado como refuerzo del Aucas para la temporada 2021.
En septiembre de 2021 es anunciado como nuevo jugador del Lamezia Terme de la Serie D italiana. En febrero de 2022, regresa a su país natal para defender la camiseta de Barnechea de la Primera B. Tras dos temporadas, firmó para Deportes Recoleta, en donde luego de transcurridas dos fechas del torneo de Primera B de 2024, renunció al equipo. Finalmente, fichó en Universidad de Concepción de la misma división.

## Clubes
| Club                      | País          | Año       |
| ------------------------- | ------------- | --------- |
| Rangers                   | Chile         | 2007      |
| Real Betis"B"             | España        | 2008-2009 |
| Huachipato                | Chile         | 2009-2010 |
| Magallanes                | Chile         | 2011-2012 |
| Cobreloa                  | Chile         | 2013-2015 |
| Deportes Iquique          | Chile         | 2015-2016 |
| FC Irtysh Pavlodar        | Kazajistán    | 2016      |
| Neftchi Baku PFK          | Azerbaiyán    | 2017-2018 |
| Seoul E-Land              | Corea del Sur | 2018-2019 |
| Palestino                 | Chile         | 2019      |
| Mushuc Runa               | Ecuador       | 2020      |
| Aucas                     | Ecuador       | 2021      |
| Lamezia Terme             | Italia        | 2021      |
| Barnechea                 | Chile         | 2022-2023 |
| Universidad de Concepción | Chile         | 2024-Act. |